# Erik Almgren
Karl Erik Algot Almgren (født 28. januar 1908, død 23. august 1989) var en svensk fodboldspiller (midtbane) og -træner.
Almgren spillede på klubplan hele sin karriere, fra 1934 til 1943, for AIK i fødebyen Stockholm. Han vandt det svenske mesterskab med klubben i 1937.
Almgren spillede desuden 13 kampe for Sveriges landshold. Han repræsenterede sit land ved OL 1936 i Berlin, samt ved VM 1938 i Frankrig.

## Titler
Allsvenskan
- 1937 med AIK Stockholm